# 민무휼
민무휼(閔無恤, ? ~ 1416년 1월 13일)은 조선 전기의 문신으로 본관은 여흥(驪興)이다. 대광보국 민변의 손자이자 여흥부원군 민제(閔霽)와 부부인 송씨의 아들이다. 태종의 비 원경왕후(元敬王后)의 동생이고, 민무구, 민무질의 동생이며, 민무회의 형이다. 세종대왕의 외삼촌이자 이중 인척이다. 또한 세종대왕의 장인 심온의 아들들이 그의 사위였다.
민변의 손자이자 민제의 셋째 아들로, 태종의 즉위를 도왔으며 1403년 사은사로 명나라에 다녀왔다. 그 뒤 여원군(驪原君)에 봉해졌으며, 여러 벼슬을 거쳐 돈령부지사가 되었다.
형 민무구, 민무질이 억울하게 죽었다고 주장했다가 1415년 불충한 말을 하였다고 탄핵되어 해풍(海豊)에 유배되었다가 1416년 동생 민무회와 함께 자살을 명 받아 목을 메어죽었다.

## 가족 관계
- 할아버지 : 민변(閔忭, ? ~ 1377)
  - 아버지 : 민제(閔霽, 1339 ~ 1408)
  - 어머니 : 부부인 여산송씨
    - 형님 : 민무구(閔無咎, 1369 ~ 1410)
      - 조카 : 민추

    - 형님 : 민무질(閔無疾, 1372 ~ 1410)
      - 조카 : 민촉
      - 조카 : 민분
      - 조카 : 민삼
      - 조카 : 민씨
      - 조카 : 민씨
      - 조카 : 민씨

    - 동생 : 민무회(閔無悔, 1375 ~ 1416)
      - 조카 : 민뇌

    - 누이 : 원경왕후
      - 조카 : 정순공주
      - 조카 : 경정공주
      - 조카 : 경안공주
      - 조카 : 양녕대군
      - 조카 : 효령대군
      - 조카 : 세종대왕(世宗大王)
      - 조카 : 정선공주
      - 조카 : 성녕대군

    - 부인 : 우계(羽溪) 이씨(李氏), 성산부원군 이직의 차녀, 태종의 후궁인 신순궁주(1390- ?)의 동생
      - 장녀 : 여흥민씨
      - 사위 : 심준(심온의 아들, 조카인 세종대왕의 처남이 된다.
      - 차녀 : 여흥민씨

    - 사돈 : 청천부원군 심온(소헌왕후의 아버지, 조카 세종대왕의 장인)

## 기타
세종대왕의 외삼촌인 민무휼은 세종대왕의 장인인 심온과도 사돈관계였다. 심온의 장남 심준의 부인 중 한명은 여흥민씨로 민무휼의 딸이다.

## 민무휼이 등장한 작품
- 이익배 - 1973년 세종대왕 KBS
- 김광영 - 1996년 용의 눈물 KBS
- 김형일 - 2008년 대왕 세종 KBS